# Lilium catesbaei

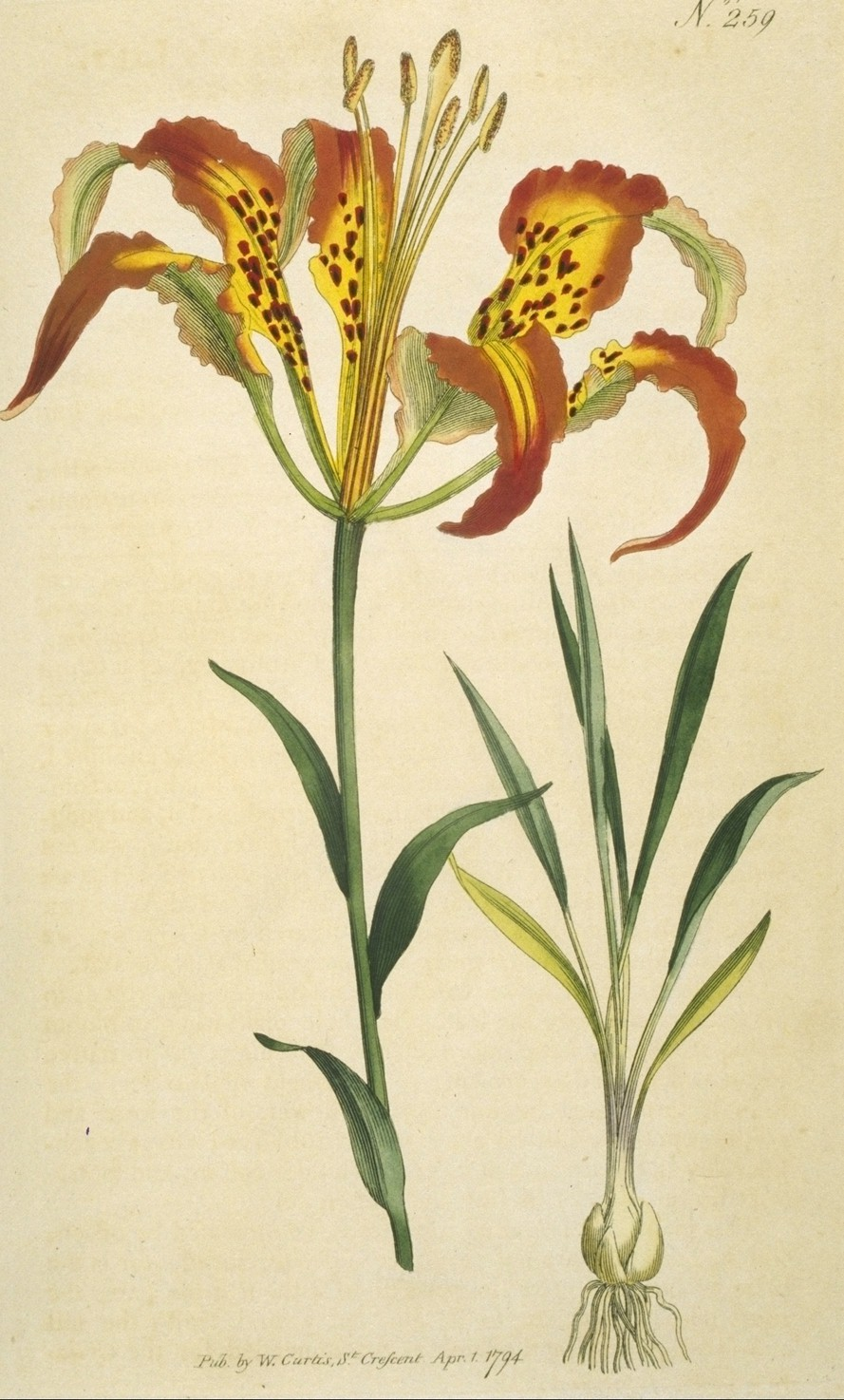
Lilium catesbaei (ilustração).

Lilium catesbaei é uma espécie de lírio.
A planta é rara e pode ser encontrada na área central do estado da Florida e litoral do Alabama, além dos estados da Virginia, Mississippi e Louisiana.